# Arizona elegans
Arizona elegans – gatunek niejadowitego węża z rodziny połozowatych (Colubridae), występujący w Ameryce Północnej.
Gatunek ten dzieli się na następujące podgatunki:
- Arizona elegans arenicola Dixon, 1960
- Arizona elegans candida Klauber, 1946
- Arizona elegans eburnata Klauber, 1946
- Arizona elegans elegans Kennicot 1859
- Arizona elegans expolita Klauber, 1946
- Arizona elegans noctivaga Klauber, 1946
- Arizona elegans occidentalis Blanchard, 1924 – przez niektórych autorów uważany bywał za osobny gatunek Arizona occidentalis
- Arizona elegans philipi Klauber, 1946

Osiągają wielkość 60–90 cm. Węże te żywią się małymi gryzoniami, jaszczurkami, wężami i ptakami. Występują na terenie Ameryki Północnej w USA i Meksyku.